# Rundfunkjahr 1922

Logo der Deutsche Stunde in Bayern von 1922

Liste der Rundfunkjahre

1919 | 1920 | 1921 | Rundfunkjahr 1922 | 1923 | 1924 | 1925 | 1926 | ► | ►►

Weitere Ereignisse

## Allgemein
- Der Wirtschaftsrundspruchdienst startet als erster regelmäßiger Rundfunksender in Deutschland.

## Hörfunk
- Februar – Das Detroit Symphony Orchestra spielt das erste live übertragene Sinfoniekonzert, gesendet von der Station WWJ aus Detroit.[1]
- 8. Februar – US-Präsident Warren G. Harding lässt den ersten Radioapparat im Weißen Haus aufstellen.
- 19. Februar – Der Komiker Ed Wynn tritt zum ersten Mal mit seinem Programm The Perfect Fool im Radio auf.[1]
- 22. März – Die Zeitung Variety macht mit der Schlagzeile auf: „Radio Sweeping Country – 1,000,000 Sets in Use“ (dt.: „Radio erobert Nation – 1.000.000 Apparate im Gebrauch“).
- 23. März – Der Hillbilly-Musiker Fiddlin’ John Carson tritt erstmals bei dem Radiosender WSB in Atlanta auf.[2]
- 11. Mai –  In Großbritannien sendet die Station 2LO den ersten Sportkommentar. Der spätere BBC-Mitarbeiter Arthur Burrows kommentiert den Boxkampf zwischen Ted Kid Lewis und Georges Carpentier im Olympia, London. Aufgrund von Protesten der Zeitungsverleger kann sich diese Form der Berichterstattung in England erst 1927 etablieren.[3]
- 11. Mai – In Honolulu (Hawaii) geht der Sender KGU „on air“.
- 16. Mai – In Deutschland stellen die Firmen Telefunken und Lorenz bei der Reichspost einen Antrag, um die Konzession zur Errichtung und zum Betrieb von Sende- und Empfangsanlagen zu erhalten.[4]
- 22. Mai – Die Eildienst, ein dem deutschen Außenministerium nahestehendes Wirtschaftsnachrichten-Büro, gründet in Berlin als Tochterunternehmen die Deutsche Stunde. Gesellschaft für drahtlose Belehrung und Unterhaltung mbH.
- 14. Juni – Warren G. Harding ist als erster US-Präsident live im Radio zu hören.
- 21. Juli – Mit Marie Zimmerman erhält die erste Frau die Zulassung, einen privaten Hörfunksender zu betreiben. Sie ist Besitzerin der Station WIAE in Vinton (Iowa).
- 28. August – Die Radiostation WEAF aus  New York strahlt den weltweit ersten Werbespot aus.[5]
- 12. September – Die Deutsche Stunde in Bayern wird in München als  Deutsche Stunde in Bayern. Gesellschaft für drahtlose Belehrung und Unterhaltung mbH durch Münchner Geschäftsleute sowie den Direktor der Deutschen Stunde in Berlin, Ernst Ludwig Voss, gegründet.
- 18. Oktober – Die British Broadcasting Company (BBC) – die spätere British Broadcasting Corporation – wird in London als unabhängiger Radiosender gegründet.
- 26. Oktober: Roland Pièce vom Flugplatzsender Lausanne in „Champ de l’Air“ überträgt ein Musikprogramm drahtlos, was heute als erste Radiosendung der Schweiz gilt.[6]

## Geboren
- 21. Januar – Telly Savalas, US-amerikanischer Schauspieler (u. a. Hauptrolle in Kojak – Einsatz in Manhattan), wird in Garden City, New York geboren († 1994).
- 12. Februar – Gustl Bayrhammer, bayrischer Volksschauspieler (als Meister Eder in Meister Eder und sein Pumuckl, 1982–1989) wird in München geboren († 1993).
- 24. Februar – Hans Bierbrauer, deutscher Zeichner, Karikaturist und Maler wird in Berlin-Gesundbrunnen geboren († 2006). Bierbrauer wurde als Schnellzeichner Oskar in der TV-Reihe Dalli Dalli (1971–1986) bekannt.
- 20. März – Carl Reiner, US-amerikanischer Fernsehproduzent, Schauspieler und Regisseur wird im New Yorker Bezirk Bronx geboren († 2020).
- 10. April – Wolfgang Menge, deutscher Journalist, Drehbuchautor (Ein Herz und eine Seele) und Fernsehmoderator wird in Berlin geboren († 2012).
- 13. Mai – Beatrice Arthur, US-amerikanische Schauspielerin und Sängerin wird als Bernice Frankel in New York geboren († 2009). Arthur wird einem weltweiten Fernsehpublikum in der Rolle der Dorothy Zbornak in der 1985–1992 produzierten Sitcom Golden Girls bekannt.
- 18. Mai – Werner Riepel, deutscher Schauspieler, Sänger und Hörspielsprecher wird in Hamburg geboren († 2012). Er ist vor allem durch die zahlreichen Fernseh-Übertragungen aus dem Hamburger Ohnsorg-Theater bekannt geworden.
- 2. Juni – Ruth Bunkenburg, deutsche Schauspielerin, Schriftstellerin, Hörspielautorin und -sprecherin bei Radio Bremen wird in Sulingen geboren († 2015).
- 17. Juni – Dieter Wedekind, deutscher Kameramann wird in Berlin geboren († 2014).
- 29. Juni – Wolfram Schaerf, deutscher Schauspieler und Synchronsprecher wird in Berlin geboren († 1992).
- 18. August – Fritz Umgelter, deutscher Regisseur (u. a. So weit die Füße tragen und Am grünen Strand der Spree) wird in Stuttgart geboren († 1981).
- 25. August – Hellmut Andics, österreichischer Journalist und Drehbuchautor wird in Wien geboren († 1998).
- 23. Oktober – Gerhard Bronner österreichischer Autor, Kabarettist und Radiomoderator (Schlager für Fortgeschrittene, Der Guglhupf) wird in Wien geboren († 2007).
- 14. Dezember – Donald Hewitt, US-amerikanischer Fernsehjournalist (60 Minutes) wird in New York City geboren († 2009).
- 20. Dezember – Charita Bauer, US-amerikanische Seriendarstellerin (Springfield Story) wird in Newark (New Jersey) geboren († 1985).
- 31. Oktober – Barbara Bel Geddes, US-amerikanische Schauspielerin wird in New York geboren († 2005). Sie wird in den 1980er-Jahren einem internationalen Fernsehpublikum in der Rolle der „Miss Ellie“ Ewing in der Fernsehserie Dallas bekannt.
- 8. Dezember – Gerhard Löwenthal, deutscher Journalist (ZDF-Magazin, 1969–1988) wird in Berlin geboren († 2002).